# Кімберлі (Вісконсин)
Кімберлі (англ. Kimberly) — селище (англ. village) в США, в окрузі Автаґемі штату Вісконсин. Населення — 7320 осіб (2020).

## Географія
Кімберлі розташоване за координатами 44°16′0″ пн. ш. 88°20′19″ зх. д. / 44.26667° пн. ш. 88.33861° зх. д. (44.266737, -88.338529).  За даними Бюро перепису населення США в 2010 році селище мало площу 6,26 км², з яких 5,86 км² — суходіл та 0,40 км² — водойми.

## Демографія
Згідно з переписом 2010 року, у селищі мешкало 6468 осіб у 2739 домогосподарствах у складі 1760 родин. Густота населення становила 1032 особи/км².  Було 2871 помешкання (458/км²).
Расовий склад населення:
| - 94,0 % — білих - 2,1 % — азіатів - 0,9 % — корінних американців - 0,8 % — чорних або афроамериканців |

До двох чи більше рас належало 1,4 %. Частка іспаномовних становила 2,3 % від усіх жителів.
За віковим діапазоном населення розподілялося таким чином: 24,4 % — особи молодші 18 років, 59,2 % — особи у віці 18—64 років, 16,4 % — особи у віці 65 років та старші. Медіана віку мешканця становила 38,1 року. На 100 осіб жіночої статі у селищі припадало 94,5 чоловіків;  на 100 жінок у віці від 18 років та старших — 91,0 чоловіків також старших 18 років.
Середній дохід на одне домашнє господарство  становив 60 740 доларів США (медіана — 47 646), а середній дохід на одну сім'ю — 68 112 долари (медіана — 60 125). Медіана доходів становила 46 030 доларів для чоловіків та 40 895 доларів для жінок. За межею бідності перебувало 6,9 % осіб, у тому числі 7,7 % дітей у віці до 18 років та 6,7 % осіб у віці 65 років та старших.
Цивільне працевлаштоване населення становило 3335 осіб. Основні галузі зайнятості: виробництво — 22,1 %, освіта, охорона здоров'я та соціальна допомога — 18,5 %, роздрібна торгівля — 10,3 %, науковці, спеціалісти, менеджери — 9,5 %.